# Chè dây
Chè Dây hay bạch liễm, trà dây (danh pháp: Ampelopsis cantoniensis) là một loài thực vật hai lá mầm trong họ Nho. Loài này được (Hook. & Arn.) K. Koch miêu tả khoa học đầu tiên năm 1853. còn gọi là thau rả (tiếng Nùng), khau rả (tiếng Tày), hồng huyết long, điền bổ trà, ngưu khiên tỵ…,

## Phân bố
Chè Dây sinh trưởng tự nhiên trên các triền núi.

## Đặc điểm
Thoạt nhìn chè dây có màu trắng như màu mốc, màu như vậy là do nhựa chè dây tiết ra với kinh nghiệm các nhà khoa học thì lá chè dây càng màu trắng thì chứng tỏ nhiều nhựa và rất tốt.

## Thành phần
Kết quả phân tích thành phần của chè dây cho thấy, đó là một loại dược liệu giàu chất flavonoid toàn phần chiếm 18.15 +_ 0.36% trong đó myricetin chiếm 5.32+_ 0.04% và tanin (10.82 -13.30%); chứa hai loại đường Glucase và Rhamnese.
Kết quả nghiên cứu về tính an toàn cho thấy, thành phần hóa học của chè dây không có những nhóm chất thường có độc như: alcaloid, saponin…,

## Dược tính
Chè dây có tác dụng diệt vi trùng, vi khuẩn, giảm độ axit tại dạ dày, giúp cho bệnh viêm loét dạ dày tá tràng dễ liền sẹo; cắt cơn đau do viêm loét hành tá tràng đạt 93,4%, với Alusi (loại thuốc chuyên trị bệnh viêm loét hành tá tràng hiện nay) là 89%, thời gian cắt cơn đau trung bình của chè Dây từ 8 đến 9 ngày, và Alusi là 17 ngày.
Theo kinh nghiệm dân gian chè dây có giá trị về mặt dược liệu rất quý; giúp tiêu hoá tốt, dễ ngủ, những người bị bệnh viêm loét dạ dày tá tràng, uống một thời gian dài thấy bệnh đỡ dần và hết đau.
Cao chè dây không gây ngộ độc cấp tính, không ảnh hưởng tới các chỉ tiêu hóa sinh, huyết học, cổ truyền và sinh sản khi dùng thuốc trong thời gian dài. Các nghiên cứu trên lâm sàng cũng đều cho thấy chè dây không thấy có các tác dụng phụ như đầy bụng, nôn mửa hoặc khó chịu, mệt mỏi, nhức đầu hoặc các biểu hiện dị ứng.

## Sử dụng
Chè dây thường hái toàn thân cả lá vào lúc cây chưa có hoa quả đem về rửa sạch cắt nhỏ, phơi khô, sao qua rỗi hãm với nước đun sôi như pha chè uống thay nước. Phơi khô có mùi thơm nhẹ. Sau khi sao mùi thơm càng rỡ hơn. Nước chè dây có vị hơi ngọt, uống rất dễ chịu...
Chè dây thuộc loại thuốc "hàn lương" (mát lạnh) nên khi sử dụng bạn nên chia theo đợt: Hàng ngày lấy 30-50g uống thay nước. Mỗi đợt uống liên tục từ 15-20 ngày.